# Lonneker Molen
De Lonneker Molen is een ronde stenen windmolen van het type beltmolen en staat aan de Lonneker Molenweg 80 in het Twentse dorp Lonneker in de gemeente Enschede. De gronden waar hij op staat heet 'De Elzenkamp'.

## Geschiedenis en bouw
De huidige molen werd in gebruik genomen in 1851. B.W. Blijdenstein (1780-1857)  liet de molen bouwen nadat de oude molen (met de naam Demmersmöl van het type stenderkast) in 1847 afbrandde en hij de resten kocht van de weduwe van de laatste eigenaar. Blijdenstein liet een ronde stenen bovenkruier bouwen (het kruiwerk komt uit Engeland), die 50 meter van de originele plek kwam te staan. Zijn initialen (BWB) en het jaartal staan in de windwijzer boven op de molen.
Vanwege problemen met vocht in de stenen molen (mede vanwege de hoge ligging) werd tijdens herstelwerkzaamheden in 1865 een rietdek aangebracht.
In 1916 zetten de (intussen vier jaar eigenaars) broers Roetenberg de molen stil, omdat hij te veel in verval raakte door slijtage en doordat er door de Eerste Wereldoorlog nauwelijks graan was om te malen. Het herstel van de molen kon nog lang niet gedaan worden doordat diezelfde wereldoorlog ook andere middelen eiste. Maar de molenaars bedienden met de elektromotor een koppel molenstenen en de molen ging in handen van de ene textielfamilie naar de andere. In 1925 werden door de familie Blijdenstein weer een begin gemaakt met herstelwerkzaamheden, waarbij het Station voor Maalderij en Bakkerij in Wageningen advies gaf. Op 10 augustus 1925 werden de wieken met de gehele kap bijna afgerukt tijdens de Stormramp van Borculo, want Lonneker lag op haar pad naar Denekamp.
In de Tweede Wereldoorlog heeft de molenaar vele gezinnen in leven gehouden door illegaal grote hoeveelheden meel te maken. Daarvoor gebruikte hij niet de grote molen, maar een kleintje (in de grote), elektrisch aangedreven. De molenbelt was verder een geschikte schuilplaats.
De nieuwe eigenaar Blijdenstein jr. gaf toen de opdracht om de molen te voorzien van half-automatische windkleppen (reeks draaibare latjes; zelfzwichting) en de 2 steenkoppels van elektrische aandrijving.
In 1933 werd in de molen naast de elektrische aandrijving een dieselmotor van Stork geïnstalleerd. Vanaf toen werd er met windkracht niet meer gemalen.
De gemeente Enschede kocht op 17 april 1962 de molen van de familie Blijdenstein omdat het particulier exploiteren van de molen niet meer rendabel was.
De oorspronkelijke stenen ommanteling werd bloot gelegd in 1962 die voorheen onder het riet zat bij de volgende restauratie (afgerond in 1964). Maar de wieken draaiden niet meer en de molen was alleen nog maar een opslagplaats. In 1985 kwam er een nieuwe restauratie en op 18 augustus werd de molen weer maalvaardig op windkracht gemaakt. In 1995 werd er weer riet geplaatst (ook te zien aan het jaartal in het riet). De Lonneker Molen is daarmee de enige molen in Nederland met een extra rietbedekking. In 1998 werd er een nieuwe houten schuur naast gebouwd. In de nacht van 12 op 13 februari 2016 stond de molen in brand en is een deel van het riet verbrand maar de molen zelf is verder gespaard gebleven. De inboedel van de winkel moet als verloren worden beschouwd. De molen zou door de gemeente Enschede overgedragen worden aan de nieuwe eigenaar, de Stichting Erfgoed Lonneker, maar deze overdracht is uitgesteld. De molen is geheel hersteld. De Stichting Erfgoed Lonneker heeft met ingang van 9 april 2016 het beheer en de exploitatie van de Lonneker Molen, de molenschuur en het omliggende terrein.